# Goniophlebium brasiliense
Goniophlebium brasiliense là một loài thực vật có mạch trong họ Polypodiaceae. Loài này được (Poir.) Farw. miêu tả khoa học đầu tiên năm 1931.